# Krister Thelin
Hans Krister Thelin, född 8 december 1947 i Enskede församling, Stockholms stad, är en svensk jurist.

## Biografi
Thelin studerade vid Lunds universitet, där han avlade juridisk examen 1972. År 1976 tog han Master of Laws vid Harvard Law School. Han var Fulbright Scholar 1975–1976. Thelin är utbildad till reservofficer inom infanteriet. Åren 1987–1991 var han folkrättslig rådgivare åt chefen för Militärområde Syd och åren 1991–1994 var han statssekreterare i justitiedepartementet i regeringen Carl Bildt. 
I Sverige och internationellt har Thelin varit verksam som jurist i många olika roller, bland annat som domare, utnämnd till lagman vid Hovrätten över Skåne och Blekinge 1998. Sedan 1996 har han som utredningsman varit ansvarig för olika lagstiftningsöversyner inom skilda områden: ärvdabalken, gränskontroll, säkerhet i domstol, svenskt rättsväsende i internationella uppdrag, internationellt polissamarbete och utlämningslagen. 
Åren 1998–2003 arbetade han på uppdrag av Utrikesdepartementet och EU med återuppbyggnaden efter Balkan-kriget i frågor om konstitutionell rätt och mänskliga rättigheter. Bland annat ledde Thelin sedermera medie- och telemyndigheten i Bosnien-Hercegovina och han ledde även andra uppdrag, bland annat med syftet att förbättra medielagar  i Serbien. 
Åren 2003–2008 var Thelin domare  vid FN:s Krigsförbrytartribunal för forna Jugoslavien i Haag. 
I september 2008 valdes Thelin till ledamot  för fyra år av FN:s kommitté för mänskliga rättigheter. Under åren har han därefter lett uppföljningsuppdrag eller seminarier inom området mänskliga rättigheter i Jamaica, Kazakstan, Kirgizistan, Kambodja, Mongoliet och Myanmar (Burma).
Åren 2011–2016 var Thelin en av fyra svenska jurister som var anmälda som ad hoc-domare vid Europadomstolen för mänskliga rättigheter i Strasbourg. Våren 2014 nominerades han som svensk domarkandidat till Internationella brottmålsdomstolen i Haag, men blev inte invald.
År 2002 var Thelin medgrundare av insamlingsstiftelsen Centrum för rättvisa. Åren 2004–2006 var han kolumnist  på Svenska Dagbladet och han har även senare förekommit i media som gästkrönikör eller debattör.
Sedan dess konstituerande 2022 är Thelin ordförande för stiftelsen Lars Vilks Minnesfond.
Han var sedan 1975 gift med advokaten Barbro Glave-Thelin (avliden den 29 mars 2024).